# Los Hornos, Sonora
Los Hornos är en ort i Mexiko.   Den ligger i kommunen Cajeme och delstaten Sonora, i den nordvästra delen av landet, 1 400 km nordväst om huvudstaden Mexico City. Los Hornos ligger 51 meter över havet och antalet invånare är 726.
Terrängen runt Los Hornos är platt åt sydväst, men åt nordost är den kuperad. Runt Los Hornos är det ganska tätbefolkat, med 80 invånare per kvadratkilometer. Närmaste större samhälle är Cocorit, 16,3 km söder om Los Hornos. Omgivningarna runt Los Hornos är i huvudsak ett öppet busklandskap.